# Kościół katolicki w Estonii
Kościół katolicki na terenie Estonii liczy ok. 6,7 tys. wiernych, co stanowią 0,5 proc. ludności. 1 grudnia 1924 roku została utworzona administratura apostolska w Estonii. Katolicy stanowią w Estonii 0,4% ludności (większość mieszkańców jest obojętna religijnie, dużą grupę stanowią luteranie i prawosławni).

## Organizacja Administratury Apostolskiej w Estonii
Administratura apostolska w Estonii ze stolicą w Tallinnie ma 13 księży w tym 11 diecezjalnych i 2 zakonnych (1 franciszkanin i 1 dominikanin) Na jej czele stoi JE ks. bp Philippe Jourdan. Na terenie Estonii znajduje się 9 parafii, działa regionalny oddział Caritas (z siedzibą w Tallinnie oraz oddziałem w Tartu), Neokatechumenat oraz prałatura Opus Dei, z której pochodzi bp Ph. Jourdan. W Tartu znajduje się katolickie przedszkole i szkoła podstawowa. W Tallinnie istnieje duszpasterstwo akademickie. Nuncjusz apostolski w Estonii rezyduje w Wilnie.

## Historia chrześcijaństwa w Estonii
Wiara w Jezusa Chrystusa pojawiła się w Estonii po podbiciu tych ziem przez sprzymierzone wojska ryskiego zakonu kawalerów mieczowych i duńskiego króla Waldemara II Zwycięskiego w 1218 roku. Zapoczątkowany w XV w. ruch reformacyjny z łatwością przyjął się na ziemiach nad Zatoką Ryską i Fińską, które w tym okresie znajdowały się w strefie wpływów niemieckich. Większość Estończyków przyjęła wówczas protestantyzm. W 1700 roku kraj ten dostał się pod panowanie rosyjskie. Rozszerzyło się wówczas w Estonii chrześcijaństwo obrządku wschodniego. 2 lutego 1920 Estonia uzyskała niepodległość. 4 lata później, 1 listopada 1924 r. papież Pius XI erygował administraturę apostolską w Estonii. Pierwszym jej ordynariuszem (w latach 1924–1931) został abp Antonio Zecchini SJ. Jego następcami byli ks., następnie od 1936 abp Eduard Profittlich SJ (w latach 1931–1942, Niemiec), który zginął w sowieckim łagrze w Kirowie 22 lutego 1942 (obecnie toczy się proces beatyfikacyjny), abp Justo Mullor García (w latach 1992–1997, Hiszpan), abp Erwin Josef Ender (w latach 1997–2001, Niemiec), abp Peter Zurbriggen (w latach 2001–2005, Szwajcar), bp Philippe Jourdan (od 2005, Francuz). 10 września 1993 Republikę Estońską odwiedził papież Jan Paweł II by wspomóc rozwijający się Kościół estoński. Dokładnie 12 lat później administraturę apostolską w Estonii objął Philippe Jourdan, któremu sakry biskupiej udzielił nuncjusz apostolski w Estonii abp Peter Zurbriggen.

## Parafie administratury apostolskiej w Estonii
- Parafia pw. św.św. Piotra i Pawła w Tallinnie – proboszcz ks. Alfonso Di Giovanni, wikarzy: ks. Gustavo Antonio Alfaro Zúñiga i ks. Igor Gavrilchik
- Parafia pw. św. Jana Apostoła w Parnawie (Pärnu) – proboszcz ks. Igor Gavrilchik, wikary ks. Waldemar Piotr Bożek (z diec. tarnowskiej)
- Parafia pw. Niepokalanego Poczęcia Najśw. Marii Panny w Tartu – proboszcz ks. Miguel Angel Arata Rosenthal
- Parafia pw. Ducha Świętego w Valga – p.o. proboszcz ks. Ivo Õunpuu
- Parafia pw. św. Józefa w Ahtme (z kościołem filialnym św. Klary w Kiviõli) – proboszcz ks. Robert Sławomir Świtalski (z archidiec. przemyskiej)
- Parafia pw. św. Antoniego w Narwie – administrator parafii ks. Grzegorz Eugeniusz Senkowski, posługa pastoralna o. Augustyn Loska OFM
- Parafia pw. św. Jerzego i św. Wojciecha w Sillamäe – proboszcz ks. Grzegorz Eugeniusz Senkowski
- Parafia pw. św. Michała w Rakvere – proboszcz ks. Robert Sławomir Świtalski (z archidiec. przemyskiej)
- Parafia pw. Matki Bożej Trójręcznej Ukraińskiego Kościoła Greckokatolickiego w Tallinnie – proboszcz ks. Volodymyr Paliyenko.

## Instytuty zakonne w Estonii
Zakon Braci Mniejszych (Narwa), Zakon Kaznodziejski (Tallinn), Zgromadzenie Sióstr Misjonarek Miłości (Tallinn), Zakon Najświętszego Zbawiciela Świętej Brygidy (Tallinn), Zgromadzenie Sióstr Świętego Feliksa z Kantalicjo Trzeciego Zakonu Regularnego Świętego Franciszka Serafickiego (Ahtme i Narwa) oraz Zgromadzenie Sióstr Najdroższej Krwi Chrystusa (Tallinn).

## Estońscy księża, zakonnicy i klerycy
- ks. prał. Vello Salo (protonotariusz apostolski, kapelan ss. brygidek w Tallinnie Pirita)
- ks. Ain Leetma (urzędnik kurii biskupiej kanadyjskiej diecezji Yukon)
- br. Seraphim OSCO (trapista z pustelni Hylland munkelyd w Tellemark w Norwegii)
- br. Rannar Rispere OCist (mnich z Citeaux)